# 満昌寺 (横須賀市)
満昌寺（まんしょうじ）は、神奈川県横須賀市にある臨済宗建長寺派の寺院。

## 歴史
1194年（建久5年）、三浦義明の開基である。ただ実際の創建者は源頼朝である。頼朝は以仁王の令旨を奉じて挙兵したものの石橋山の戦いに敗北した。義明の子義澄は頼朝軍に合流しようとしたが増水で不可能になったため一旦衣笠城に籠城、義明は一族の者を城から退避させた後に討死した（衣笠城合戦）。頼朝は鎌倉幕府の礎となった老将の菩提を弔うべく、義明を開基とする寺を創建したのである。
本堂前にある大木は、頼朝お手植えの木とされている。
1705年（宝永2年）に火災に遭ったため、1749年（寛延2年）に仏心禅師のよって再建された。

## 文化財
- 木造三浦義明坐像（重要文化財 平成5年1月20日指定）[3]
- 木造天岸慧広坐像（横須賀市指定重要有形文化財 昭和44年8月11日指定）[4]
- 木造宝冠釈迦如来坐像（横須賀市指定重要有形文化財 昭和57年4月26日指定）[5]
- 石造双式板碑（横須賀市指定重要有形文化財 平成13年1月25日指定）[6]
- 満昌寺襖絵（横須賀市指定重要有形文化財 平成20年3月10日指定）[7]
- 伝三浦義明廟所（横須賀市指定史跡 昭和48年1月10日指定）[8]
- 薬王寺旧跡（横須賀市指定史跡 昭和48年1月10日指定）[9]

## 交通アクセス
- 路線バス衣笠城址停留所より徒歩7分。